# Wolverine: Weg des Kriegers
Wolverine: Weg des Kriegers (Originaltitel: The Wolverine) ist ein Ableger der Comicverfilmungs-Reihe X-Men und nach X-Men Origins: Wolverine die zweite Einzelverfilmung der Titelfigur. Die Handlung knüpft an die Ereignisse von X-Men: Der letzte Widerstand an. Wolverine: Weg des Kriegers hatte am 16. Juli 2013 in London Weltpremiere und erschien am 25. Juli 2013 in Deutschland. Der Film, der auch in konvertiertem 3D veröffentlicht wurde, basiert auf einer Geschichte von Frank Miller und Chris Claremont.

## Handlung
Während des Atombombenabwurfs auf Nagasaki 1945 rettet der Kriegsgefangene Logan alias Wolverine dem japanischen Offizier Ichiro Yashida das Leben. Yashida erlebt mit, wie sich die völlig verbrannte Haut des Mutanten in wenigen Augenblicken regeneriert.
Viele Jahre später, zeitlich nach den Geschehnissen in X-Men: Der letzte Widerstand, lebt Logan als Einsiedler in der kanadischen Wildnis. Visionen über seine große Liebe Jean Grey suchen ihn heim und Erinnerungen daran, dass er sie töten musste, plagen ihn. Schließlich macht ihn die junge Japanerin Yukio ausfindig, um ihn nach Tokio einzuladen. Der an Krebs leidende Yashida, der mittlerweile ein mächtiges Firmenimperium aufgebaut hat, liegt im Sterben und möchte sich noch persönlich von Logan verabschieden.
Widerwillig reist Logan mit ihr nach Tokio, wo er Yashidas Sohn Shingen und dessen Tochter Mariko kennen lernt. Yashida bietet Logan an, ihn von seiner Unsterblichkeit zu befreien, damit er ein normales Leben führen kann. Der Japaner will Logans Selbstheilungskräfte auf sich übertragen, um sein Krebsleiden zu heilen. Im Labor sieht Logan zwei Behälter, gefüllt mit einer Flüssigkeit, in welchen jeweils ein Nanobot schwimmt.
Logan lehnt ab und beschließt, am nächsten Tag abzureisen. Doch in der Nacht flößt ihm Yashidas Ärztin etwas ein, was Logan jedoch als Traum abtut. Als er schließlich am nächsten Morgen erfährt, dass Yashida in der Nacht verstorben ist, wohnt er dem Begräbnis bei. Während der Zeremonie versuchen Yakuza, Mariko zu entführen. Unterstützt durch den Ninja Harada, dessen Clan der Yashida-Familie verpflichtet ist, gelingt Logan mit Mariko die Flucht. Dabei stellt er fest, dass seine Selbstheilungskräfte schwächer werden. Nachdem er einen weiteren Angriff der Yakuza in einem Shinkansen-Schnellzug abgewehrt hat, suchen die beiden Zuflucht in einem Liebeshotel. Während Mariko sich ausschläft, hält Logan Wache auf dem Balkon, bis er nach einer weiteren Vision von Jean das Bewusstsein verliert.
Als er erwacht, lässt Mariko gerade seine Wunden vom Enkel der Hotelbesitzerin, einem angehenden Tierarzt, versorgen. In der Zwischenzeit trifft sich Harada mit Yashidas Ärztin, die sich als Mutantin namens Viper zu erkennen gibt. Nach einer kurzen Demonstration ihrer Mutantenkraft – einer  Immunität gegen Gifte und der Fähigkeit, diese per Berührung zu übertragen oder auch wieder zu heilen – befiehlt sie, Logan und Mariko ausfindig zu machen. Sie erzählt ihm, dass sie Logans Selbstheilungskräfte unterdrückt hat, damit er leichter einzufangen ist.
In Yashidas altem Haus in Nagasaki kommen sich Logan und Mariko schließlich näher, und Logan erzählt Mariko von seiner Vergangenheit. In der Zwischenzeit hat Yukio eine Vision von Logans baldigen Tod und bricht sofort auf, um diesen zu warnen. Kurz vor ihrer Ankunft wird Mariko von Shingens Handlangern entführt, woraufhin sich Logan und Yukio direkt zu Marikos Verlobten, dem Justizminister Noburo Mori, begeben. Während des Verhörs gesteht er schließlich, dass Yashidas Testament Mariko als seine Erbin begünstigt und nicht Shingen, weshalb dieser die Killer der Yakuza auf sie angesetzt habe.
Shingen, der Mariko im Yashida-Anwesen gefangen hält, wird von Harada und seinen Ninjas attackiert, denen es schließlich gelingt, Mariko mitzunehmen. Als Logan und Yukio dort eintreffen, merkt Logan, dass die beiden Behälter mit den Nanobots leer sind. Mit dem Röntgenapparat stellt er fest, dass einer der Nanobots sich an sein Herz geheftet hat, was auch der Grund für seine schwindenden Selbstheilungskräfte ist. Während er sich selbst aufschneidet, um den Nanobot zu entfernen, greift Shingen die beiden an. Es gelingt Yukio jedoch, ihn lange genug abzuwehren, bis Logan, der zwischenzeitlich einen Herzstillstand erleidet, wieder auf den Beinen ist und ihn schließlich töten kann.
Logan folgt daraufhin Marikos Spur bis hin zu Yashidas Heimatdorf, wo sich das Labor des Yashida-Konzerns befindet. Die Ninjas, die das Dorf bewachen, erweisen sich jedoch als zu zahlreich. Es gelingt ihnen, Logan, der wieder zur alten Stärke gefunden hat, gefangen zu nehmen. Im Labor offenbart Viper ihm, dass sie es war, die ihm seine Unsterblichkeit nehmen wollte. Dabei stellt sie ihm auch den „Silbernen Samurai“ vor, einen aus Adamantium gefertigten Maschinen-Koloss.
Mariko spricht indes mit Harada, der immer noch glaubt, sie zu beschützen. Es gelingt ihr, ihn zu täuschen, zu verletzen, zu fliehen und Logan zu befreien. Harada, der erkennt, dass er den falschen Weg gewählt hat, hilft den beiden, wird jedoch kurz darauf vom Silbernen Samurai getötet.
Nun erreicht auch Yukio den Ort des Geschehens. Während Wolverine gegen den Silbernen Samurai kämpft, gelingt es ihr nach einem harten Kampf, Viper zu töten.
Der Samurai, der sein Adamantium-Schwert mit Energie aufladen kann, schlägt Wolverine während des Kampfes die Adamantium-Klauen ab. Es gelingt Logan, den Samurai mit einem seiner eigenen Schwerter zu enthaupten, doch er fällt dabei aus einem Loch in der Außenwand des Gebäudes. Kurz bevor er abstürzt, wird er vom totgeglaubten Silbernen Samurai festgehalten. Dieser beginnt, Logans Selbstheilungskraft aus den Klauenstümpfen zu extrahieren. Dabei offenbart er sich als immer noch lebender Yashida, der im Inneren des Silbernen Samurai steckt und noch immer hinter den Kräften Wolverines her ist. Während Yashida immer jünger und Logan zusehends schwächer wird, gelingt es Mariko, ihm zwei von Logans abgetrennten Adamantiumklauen in den Schädel und den Hals zu stoßen. Logan nutzt die Gelegenheit und versetzt ihm mit seinen nachgewachsenen Knochenklauen den Todesstoß, sodass Yashida mitsamt seiner Rüstung in den Abgrund fällt.
Schließlich bricht Logan zusammen und hat eine letzte Vision, in der er Abschied von Jean nimmt, da er nun seinen Frieden mit sich gemacht hat. Als er sich entscheidet, sie gehen zu lassen, erwidert Jean, dass sie nun „ganz allein hier“ sei.
Mariko wird neue Inhaberin der Yashida Corporation und verabschiedet sich am Flughafen von Logan. Yukio bekundet, dass sie als Logans „Bodyguard“ nicht von seiner Seite weichen werde, und beide reisen ab.
Während des Abspanns steht Logan zwei Jahre später am Metalldetektor eines Flughafens. Ein Monitor zeigt Werbung der Firma Trask Industries, die Fortschritte in der Robotertechnologie macht. Magneto und Charles Xavier treffen ein und erzählen Logan, dass dunkle Zeiten bevorstünden.

## Produktion

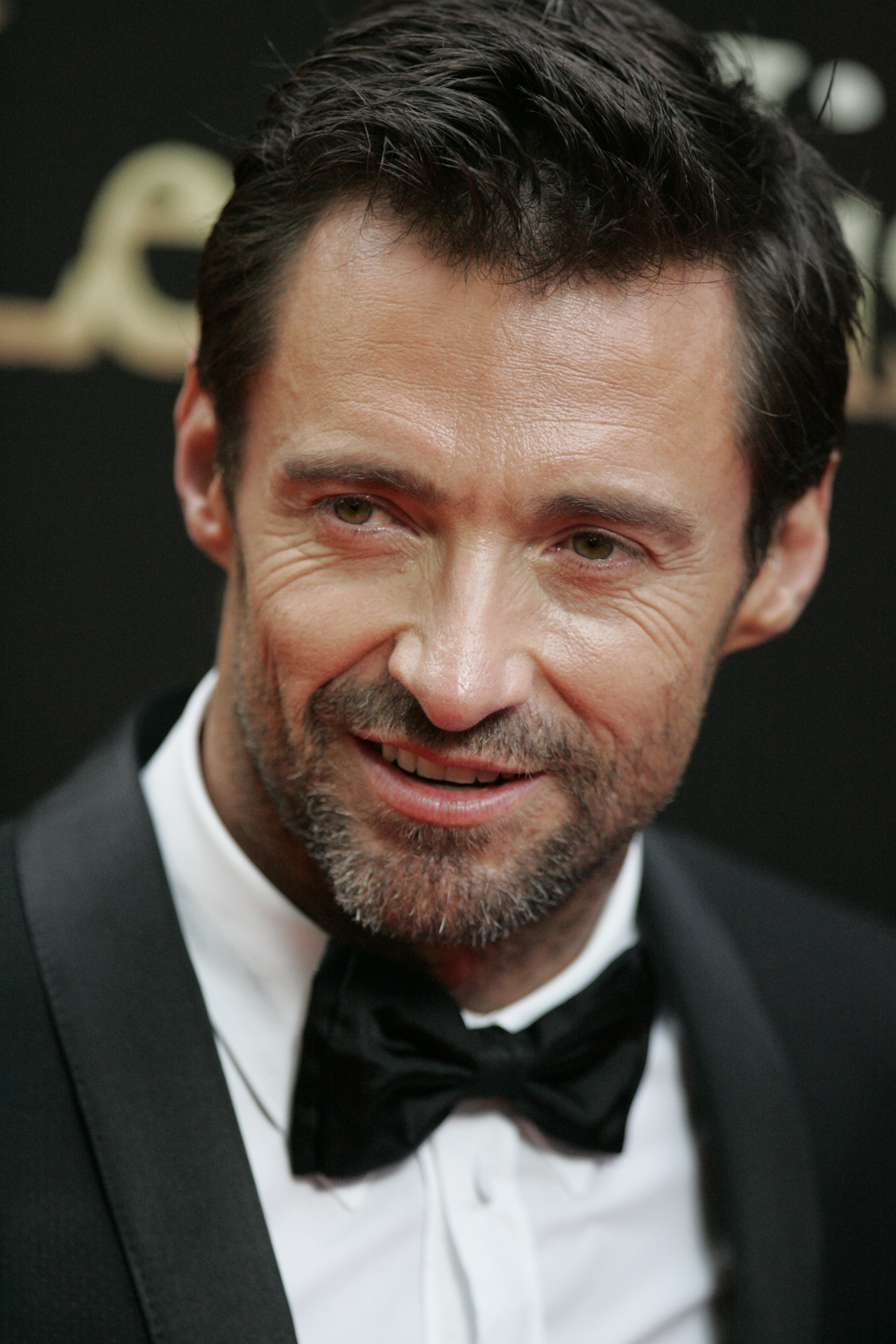
Hauptdarsteller und Produzent Hugh Jackman (2012)

Der Film wurde, wie auch die anderen Teile der X-Men-Reihe, von 20th Century Fox vermarktet. Mit einem Budget von mindestens 100 Millionen US-Dollar wurde Wolverine: Weg des Kriegers in Australien und in Japan vom 30. Juli bis zum 21. November 2012 gedreht. Ursprünglich sollte der Film bereits im Frühling 2012 abgedreht werden; nachdem jedoch Hauptdarsteller Hugh Jackman zur vorhergesehenen Zeit auch für den Dreh zu Les Misérables benötigt wurde, wurde der Drehbeginn zu Wolverine: Weg des Kriegers verschoben.
Als Drehbuchautor sollte ursprünglich Simon Beaufoy, der zuvor unter anderem das Drehbuch zu Slumdog Millionär und 127 Hours schrieb, verpflichtet werden. Dieser lehnte jedoch ab. Stattdessen wurde das Skript in Co-Produktion von Christopher McQuarrie, der auch an X-Men mitwirkte, sowie Mark Bomback geschrieben.
Hugh Jackman, erneut Schauspieler der Titelrolle, produzierte den Film über seine Produktionsfirma Seed Productions mit John Palermo, Hutch Parker und Lauren Shuler Donner. Zur Verkörperung von Wolverine musste Jackman seine Ernährung umstellen und ein halbes Jahr vor den Dreharbeiten täglich sechs Mahlzeiten essen, die zusammen 6.000 Kilokalorien betrugen. Als Regisseur bestätigte der Verleiher im Mai 2011 James Mangold. Bryan Singer, Regisseur der Vorgängerfilme X-Men und X-Men 2 lehnte im Vorfeld ab, Regie zu Wolverine: Weg des Kriegers zu führen. Stattdessen führte er für X-Men: Zukunft ist Vergangenheit Regie. Guillermo del Toro zeigte anfänglich auch Interesse an der Wolverineverfilmung, distanzierte sich jedoch nach Gesprächen mit Jim Gianopulos, dem Firmenchef von 20th Century Fox, und Hugh Jackman vom Projekt wieder, da er nicht drei Jahre an Wolverine: Weg des Kriegers arbeiten wollte. Der aus 22 Tracks bestehende Soundtrack stammt von Marco Beltrami.
Im Juli 2012 wurden zahlreiche Nebendarstellercasts bekannt gegeben: So wurde angekündigt, dass Hiroyuki Sanada Wolverines Feind Shingen verkörpere, Hal Yamanouchi als Yashida zu sehen sein werde, Tao Okamoto Shingens Tochter Mariko spielen werde, sowie dass Rila Fukushima den Ninja Yukio darstellen werde.
Am 29. Oktober 2012 boten Jackman und Mangold für Fans auf YouTube und auf der offiziellen Website einen persönlichen Chat zum Film an. Knapp fünf Monate später wurde der erste Trailer zu Wolverine: Weg des Kriegers veröffentlicht.

## Synchronisation
Die deutsche Synchronisation entstand nach einem Dialogbuch und unter der Dialogregie von Tobias Meister im Auftrag der Interopa Film GmbH in Berlin.
| Rolle                      | Schauspieler            | Synchronsprecher   |
| -------------------------- | ----------------------- | ------------------ |
| Logan/Wolverine            | Hugh Jackman            | Thomas Nero Wolff  |
| Mariko Yashida             | Tao Okamoto             | Anita Hopt         |
| Yukio                      | Rila Fukushima          | Rubina Nath        |
| Shingen Yashida            | Hiroyuki Sanada         | Marcus Off         |
| Viper                      | Swetlana Chodtschenkowa | Katharina Spiering |
| Yashida/Silver Samurai     | Hal Yamanouchi          | Fumio Okura        |
| Kenuichio Harada           | Will Yun Lee            | Nico Sablik        |
| Dr. Jean Grey              | Famke Janssen           | Christin Marquitan |
| Noburo Mori                | Brian Tee               | Nicolas Böll       |
| Charles Xavier/Professor X | Patrick Stewart         | Kaspar Eichel      |
| Erik Lehnsherr/Magneto     | Ian McKellen            | Jürgen Thormann    |

## Rezeption

### Kritiken
Wolverine: Weg des Kriegers erhielt gemischte Kritiken. Rotten Tomatoes gab dem Film eine Wertung von 69 % und Metacritic 60 von 100 Punkten.
So bemängelt Josephine Drews „die weichgekochte Story“, die „ihr Potenzial nicht ausschöpfen“ kann. Thomas Zimmer kritisiert ebenfalls „[D]as schwache Skript[…], welches sich nicht traut, die ursprüngliche Prämisse ausführlich zu erforschen und stattdessen auf abgenudelte Japan-Klischees und sinnbefreite Konfrontationen setzt“. Dafür lobt er „[D]ie Idee, den Superhelden als Protagonisten in einem Yakuza-Thriller zu platzieren“. Dietmar Dath findet, dass der Film die bisher beste Wolverine-Verfilmung der Reihe ist.

### Einspielergebnis
Der Film spielte in den USA rund 132 Mio. US-Dollar ein. Außerhalb der USA wurden rund 282 Mio. US-Dollar Einspielergebnis generiert.
Im Jahr 2013 wurden bundesweit 890.306 Besucher an den deutschen Kinokassen gezählt, womit der Film den 38. Platz der meistbesuchten Filme des Jahres belegte.

## Erweiterte Fassung
Bereits während der Produktion plante man den Film in zwei Schnittfassungen zu veröffentlichen. Der sogenannte Extended Cut erschien ausschließlich in ausgewählte Heimkinoauswertungen und eine 12 Minuten längere Laufzeit. Diese zusätzliche Zeit spiegelt sich überwiegend in der Gewaltdarstellung wider. Trotzdem erhielt diese Fassung von der FSK ebenfalls eine Freigabe ab 12 Jahren.

## Fortsetzungen
In einer kurzen Abspannszene wird das Sentinel-Programm der Firma Trask Industries beworben. Der Film X-Men: Zukunft ist Vergangenheit aus dem Jahr 2014 setzt diese Geschichte fort.
Ein weiterer Wolverine-Film erschien 2017, ebenfalls von James Mangold, unter dem Titel Logan – The Wolverine.